# Torrente Vaccarizzo (tratto terminale)
Torrente Vaccarizzo (tratto terminale) este o arie protejată (arie specială de conservare — SAC, sit de importanță comunitară — SCI) din Italia întinsă pe o suprafață de 440 ha, integral pe uscat.

## Localizare
Centrul sitului Torrente Vaccarizzo (tratto terminale) este situat la coordonatele 37°36′32″N 14°06′08″E / 37.608889°N 14.102222°E.

## Înființare
Situl Torrente Vaccarizzo (tratto terminale) a fost declarat sit de importanță comunitară în septembrie 1995 pentru a proteja 29 de specii de animale. Situl a fost protejat și ca arie specială de conservare în decembrie 2015.

## Biodiversitate
Situată în ecoregiunea mediteraneană, aria protejată conține 8 habitate naturale: Râuri mediteraneene cu debit intermitent, cu specii de Paspalo-Agrostidion, Tufărișuri termo-mediteraneene și de pre-deșert, Râuri mediteraneene cu debit permanent și vegetație de Glaucium flavum, Galerii și tufărișuri riverane sudice (Nerio-Tamaricetea și Securinegion tinctoriae), Pseudostepă cu ierburi și specii anuale de Thero-Brachypodietea, Râuri mediteraneene cu debit permanent cu specii de Paspalo-Agrostidion și galerii riverane de Salix și de Populus alba, Pante stâncoase calcaroase cu vegetație casmofită, Pășuni mediteraneene udate de apa mării (Juncetalia maritimi).
La baza desemnării sitului se află mai multe specii protejate:
- păsări (27): Alectoris graeca whitakeri, fâsă-de-câmp (Anthus campestris), egretă mare (Ardea alba), stârc galben (Ardeola ralloides), pasărea ogorului (Burhinus oedicnemus), șorecarul comun (Buteo buteo), ciocârlie-cu-degete-scurte (Calandrella brachydactyla), barză neagră (Ciconia nigra), erete vânăt (Circus cyaneus), erete cenușiu (Circus pygargus), Clamator glandarius, dumbrăveancă (Coracias garrulus), egretă mică (Egretta garzetta), Falco biarmicus, Falco naumanni, șoim călător (Falco peregrinus), vânturel de seară (Falco vespertinus), acvilă pitică (Hieraaetus pennatus), piciorong (Himantopus himantopus), stârc pitic (Ixobrychus minutus), privighetoare (Luscinia megarhynchos), gaia neagră (Milvus migrans), gaia roșie (Milvus milvus), stârc de noapte (Nycticorax nycticorax), pietrar sur (Oenanthe oenanthe), ploier auriu (Pluvialis apricaria), fluierar de mlaștină (Tringa glareola)
- pești (1): Aphanius fasciatus
- reptile (1): Emys trinacris

Pe lângă speciile protejate, pe teritoriul sitului au mai fost identificate 12 specii de plante, 23 de specii de păsări, 2 specii de amfibieni, 2 specii de mamifere, 2 specii de nevertebrate, 6 specii de reptile.